# アイドリング!!! 10thライブ かんがえるな。感じろ!GO AHEADング!!!
『アイドリング!!! 10thライブ かんがえるな。感じろ!GO AHEADング!!!』は、アイドリング!!!のライブDVDである。2011年11月16日にポニーキャニオンからリリースされた。

## 概要
- 2011年6月26日に中野サンプラザで開催された、アイドリング!!!10thライブの夜公演をフル収録したDVDである。10thを持って最後のDVDでのリリース作品となった。
- 同年7月に発売する16thシングル『Don't think. Feel !!!』収録曲を、先行披露した。
- 芸能活動休止中の、後藤郁は参加していない。
- 後藤復帰を匂わした、次回11thライブの告知がある。

特典・販促
- 特典として、オリジナルポストカード（3種のうち、ランダムで1種）が封入されている。
- 特典映像として、昼公演の「friend」と「機種変エクスタシィ」が収録されている。

参加メンバー
- 遠藤舞、外岡えりか、谷澤恵里香、フォンチー、横山ルリカ、森田涼花、河村唯、長野せりな、酒井瞳、朝日奈央、菊地亜美、三宅ひとみ、橘ゆりか、大川藍、橋本楓、倉田瑠夏、伊藤祐奈、野元愛、尾島知佳

## 収録曲
※は「Don't think. Feel !!!」収録曲
本編 夜公演
1. SISTER
2. メドレー
1.百花繚乱アイドリング!!!
2.「職業:アイドル。」
3.モテ期のうた
3. ア・ナ・ロ・グ
4. Queen Bee 〜少女の時代から〜
5. ダンスメドレー
6. 4U
7. 春色の空
8. マル・マル・モリ・モリ
9. ラブマジック♡フィーバー
10. 恋の20連鎖!!※
11. 粉雪が舞う街並みで
12. サマーソングメドレー
1.レモンドロップ
2.プールサイド大作戦
3.無条件☆幸福
13. キミがスキ
14. S.O.W. センスオブワンダー
15. やらかいはぁと
16. Don't think. Feel !!!※
17. StarGirl★StarBoy（アンコール）
18. Don't be afraid（アンコール）
19. ガンバレ乙女(笑)（アンコール）
20. Don't think. Feel !!!※（アンコール）
21. さよなら・またね・だいすき（アンコール）

特典映像 昼公演
1. friend（アンコール）
2. 機種変エクスタシィ（アンコール）